# Mitică Popescu
Mitică Popescu (* 2. Dezember 1936 in Bukarest; † 3. Januar 2023 ebenda) war ein rumänischer Schauspieler.

## Leben
Popescu war mit der Schauspielerin Leopoldina Bălănuță verheiratet. Er arbeitete am Teatrul Mic in Bukarest.
Ab 1973 war Popescu regelmäßig in Film- und Fernsehrollen zu sehen.

## Filmografie (Auswahl)
- 1973: Stejar, extrema urgenta
- 1976: Mere rosii
- 1976: Duell mit der Einsamkeit (Zidul)
- 1984: In letzter Minute (Fapt Diyers)
- 1989: Der goldene Zug (Zloty pociag)